# Manuel Knoll

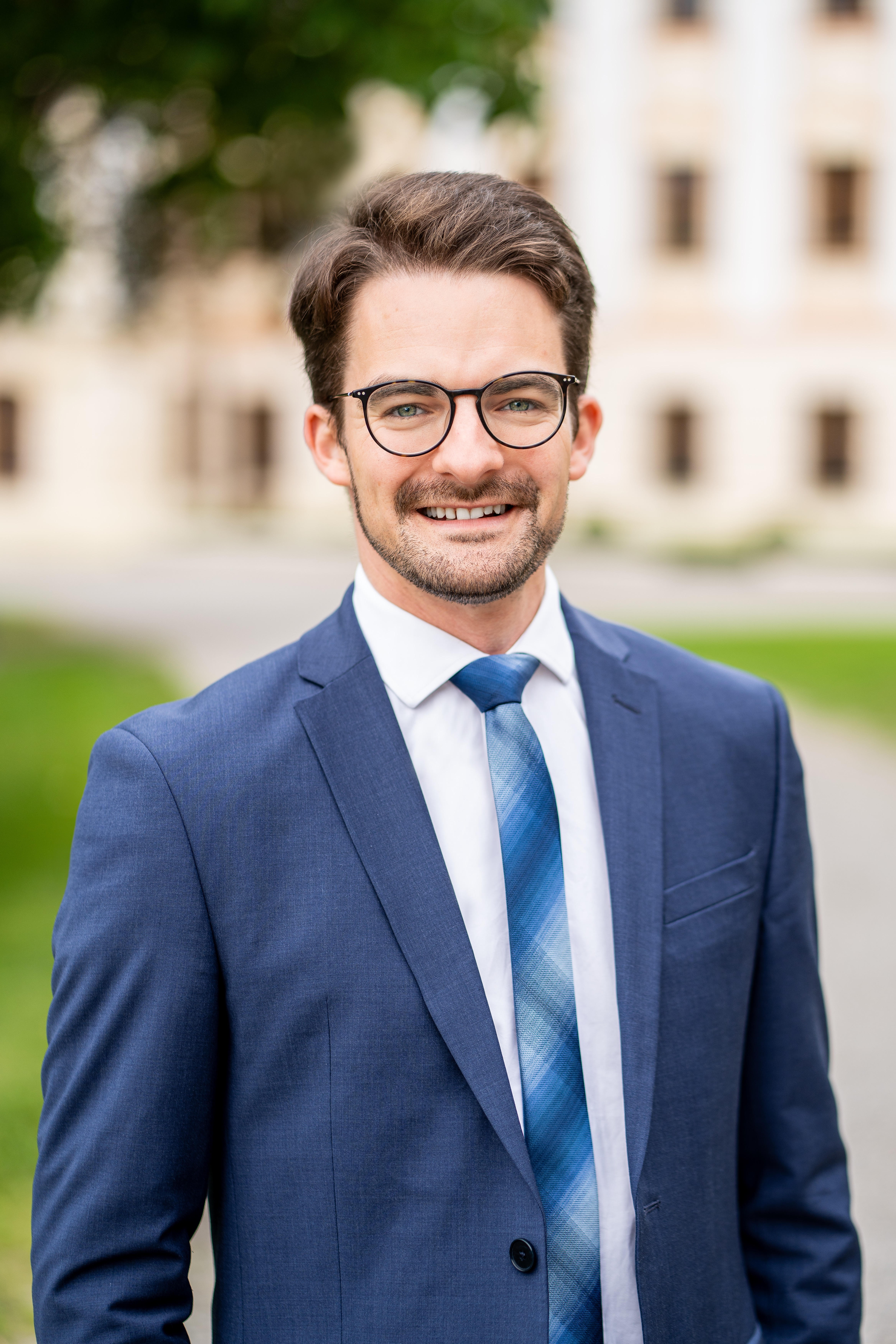
Manuel Knoll, 2023

Manuel Knoll (* 7. August 1990 in Höchstädt) ist ein deutscher Politiker (CSU) und seit 2023 Abgeordneter des Bayerischen Landtags.

## Werdegang
Manuel Knoll legte sein Abitur am Albertus-Gymnasium Lauingen ab und studierte Betriebswirtschaftslehre und Politikwissenschaft an der Universität Eichstätt, am Institut d’Études Politique der Universität Rennes (Frankreich) sowie dem Institut d’Études der Universität Aix-en-Provence und der Ecole de management in Straßburg. Die Studien schloss er mit einem deutsch-französischen Doppel-Masterdiplom ab.
Im Rahmen seines dualen Studiums arbeitete Knoll zunächst als Projektmanager im Bereich Lieferkettenmanagement bei CMA CGM in Marseille und bei Siemens in Haguenau (Frankreich). Später war er Referent im Abgeordnetenbüro des damaligen bayerischen Bau-Staatsministers und heutigen Landrats Hans Reichhart sowie Universitätsdozent in Eichstätt. Bis zu seiner Wahl in den Bayerischen Landtag war Knoll Geschäftsführer der Kommission für das Arbeitsvertragsrecht der bayerischen Diözesen (Bayerische Regional-KODA).
Bei der Landtagswahl am 8. Oktober 2023 kandidierte er erstmals auf Landesebene und gewann das Direktmandat im Stimmkreis Augsburg-Land-Dillingen. Als direktgewählter Vertreter des Stimmkreises im Bayerischen Landtag folgt er somit auf Georg Winter, der den Stimmkreis 33 Jahre im Landesparlament vertreten hatte.

## Kommunalpolitische Mandate
Knoll hatte im Vorfeld der Kommunalwahl 2020 eine eigene Liste mit 60 Kandidaten der Jungen Union auf Landkreisebene initiiert, diese als Spitzenkandidat geführt und aus dem Stand drei Mandate, somit Fraktionsgröße, erreicht. Dadurch ist er seit 2020 Mitglied des Kreistags im Landkreis Dillingen an der Donau und dort Vorsitzender der dreiköpfigen JU-Fraktion. Er gehört dem Kultur- und Sportausschuss sowie dem Kreisausschuss an.
Ebenfalls seit 2020 ist Knoll Stadtrat seiner Heimatstadt Höchstädt und deren Referent für Kultur und Partnerschaften.

## Partei und Ehrenamt
Manuel Knoll ist Kreisvorsitzender der CSU im Landkreis Dillingen sowie seit 2021 Bezirksvorsitzender der Jungen Union in Schwaben. Darüber hinaus ist er stellvertretender Vorsitzender der Internationalen Kommission der Jungen Union Deutschlands und in dieser Funktion Mitglied des erweiterten Bundesvorstands.
Er ist ehrenamtliches Mitglied der Höchstädter Kirchenverwaltung. Daneben ist Knoll im Vorstand des Förderkreises Schloss Höchstädt und engagiert sich als Neujahrssänger.

## Privates
Knoll ist ledig, römisch-katholischer Konfession und lebt in Höchstädt a.d. Donau im Landkreis Dillingen.